# 初级运动皮层
初级运动皮层（英文：Primary motor cortex），是人类大脑皮层中运动皮层的最主要部分，位于中央前回。初级运动皮层是运动系统最主要的部分，与其它脑部运动区域相互配合控制人体运动，包括前运动区、运动辅助区、后顶叶皮层等等。初级运动皮层在解剖学上位于布罗德曼分区系统4区，包含大型神经元——贝兹细胞。贝兹细胞与其它皮层细胞的长轴突延伸至脊髓内，通过突触与其中的中间神经元网络相连，或者直接与α型运动神经元相连（后者另一端连接着肌肉）。

## 身体运动控制

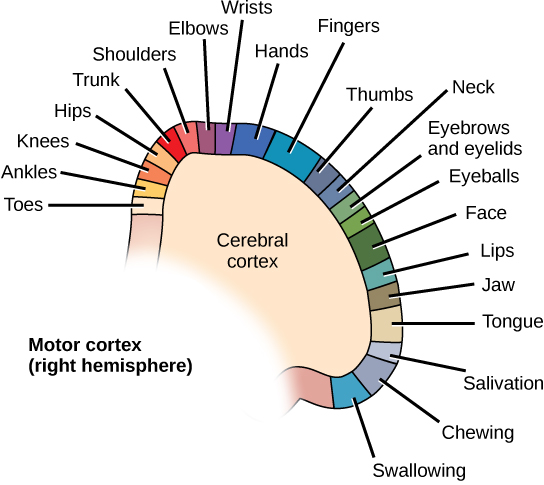
运动皮层（右脑）控制不同的肌肉群

在初级运动皮层中，运动控制区域反向有序排列，控制脚趾的区域位于大脑半球的顶端，而控制嘴部的区域则位于中央沟附近。但身体一些部分也由某些皮层交叉区域控制。初级运动皮层中，一侧的大脑半球控制身体另一侧（contralateral side）的运动。
此外，体表某个部分面积越大，并不代表其在大脑皮层中的运动控制中心越发达，但如果某处皮肤运动感受器的相对密度越大，则运动中心越发达。一般而言，皮肤运动感受器的密度代表了此处躯体运动所需的精确度，因此人手和脸部的皮层控制区域要大于腿部。